# Montigny-le-Franc
Montigny-le-Franc ist eine französische Gemeinde mit 138 Einwohnern (Stand 1. Januar 2022) im Département Aisne in der Region Hauts-de-France. Sie gehört zum Arrondissement Laon, zum Kanton Marle und zum Gemeindeverband Pays de la Serre.

## Lage
Die Gemeinde Montigny-le-Franc liegt in der Landschaft Thiérache, 18 Kilometer südlich von Vervins und 27 Kilometer nordöstlich von Laon. Umgeben wird Montigny-le-Franc von den Nachbargemeinden Tavaux-et-Pontséricourt und Agnicourt-et-Séchelles im Norden, Chaourse im Nordosten, Clermont-les-Fermes im Südosten, Ébouleau im Süden und Südwesten sowie Saint-Pierremont im Westen. Im Osten der Gemeinde Montigny-le-Franc stehen vier Windkraftanlagen eines interkommunalen Windparks.

## Bevölkerungsentwicklung
| Jahr                       | 1962 | 1968 | 1975 | 1982 | 1990 | 1999 | 2006 | 2013 | 2022 |
| Einwohner                  | 310  | 238  | 203  | 206  | 210  | 192  | 169  | 152  | 138  |
| Quellen: Cassini und INSEE |      |      |      |      |      |      |      |      |      |

## Sehenswürdigkeiten

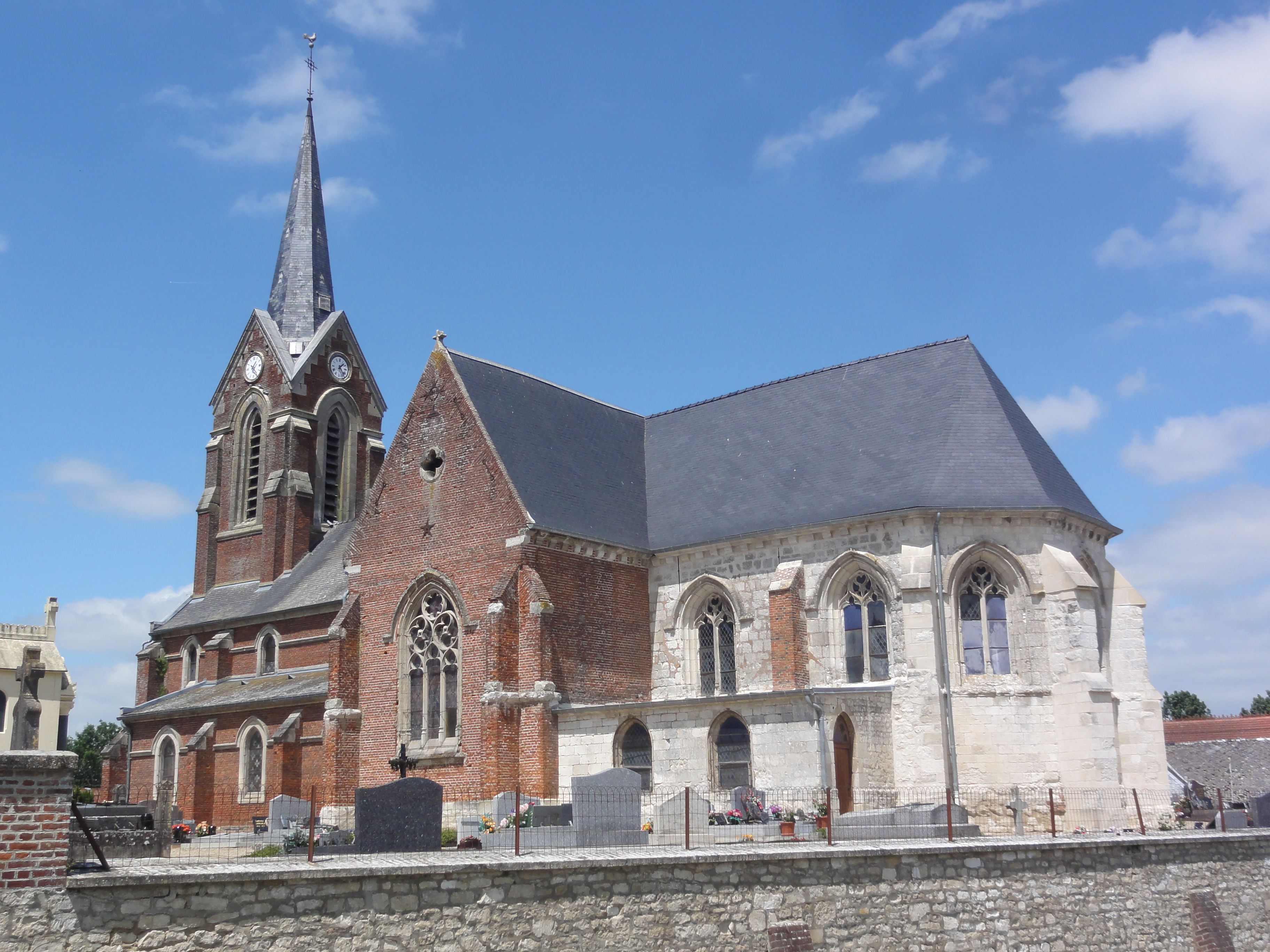
Kirche Saint-Martin
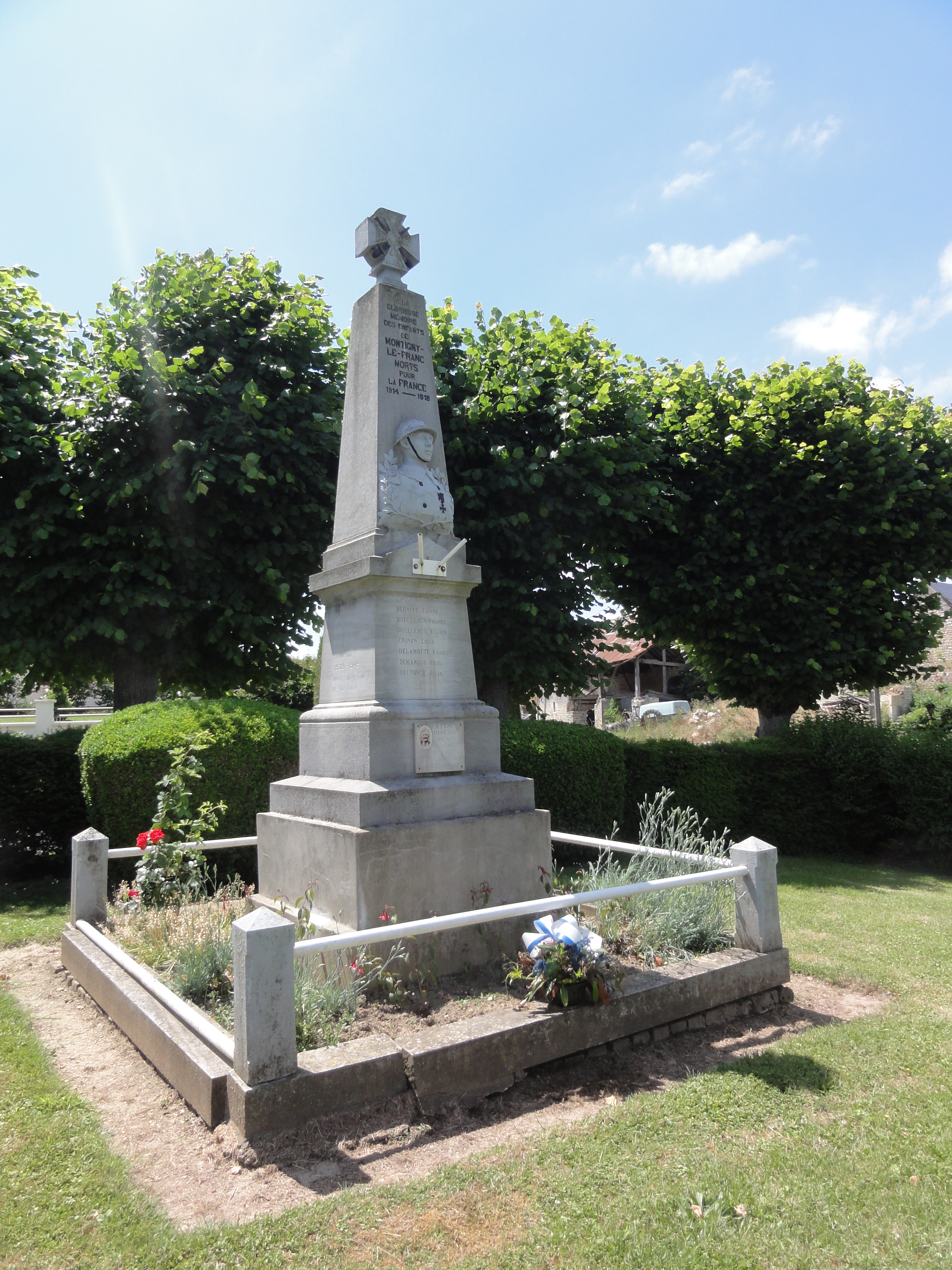
Gefallenendenkmal

- Kirche Saint-Martin
- Gefallenendenkmal